# Vall de Puebla-Tlaxcala

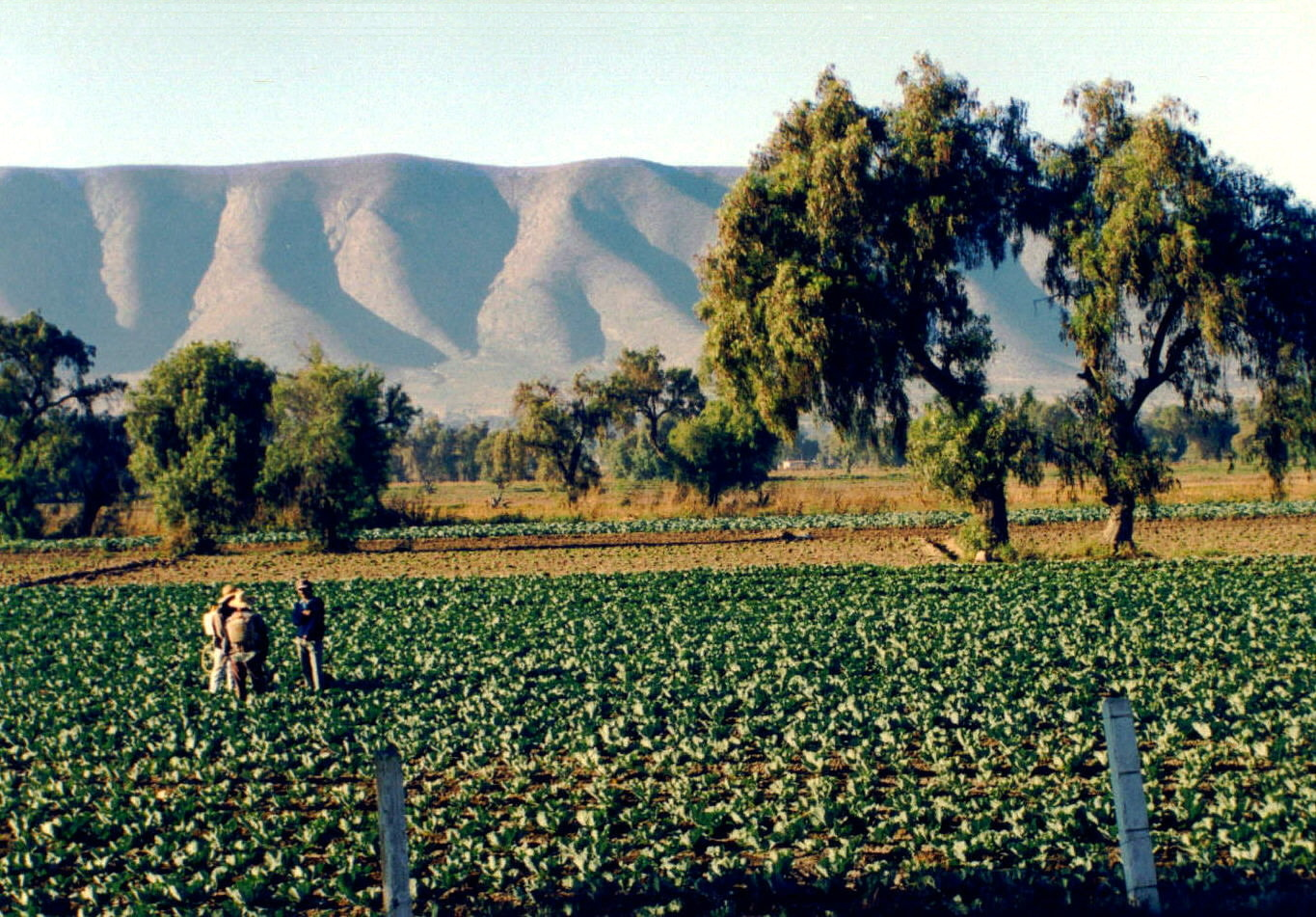
Vall de Puebla-Tlaxcala.

La vall de Puebla-Tlaxcala — o vall de Tlaxcala-Puebla pels tlaxcalteques és una vall que limita al nord amb els vessants escarpats del bloc de Tlaxcala, Cap al ponent s'eleva suaument fins a abastar les faldes de la Sierra Nevada; per l'orient acaba on comencen les espaioses faldes del volcà Malintzin, i pel sud es perd en l'estat de Puebla.
És molt extensa i el seu paisatge està ple de camps fèrtils, separats per fileres d'arbres vells que ombregen els canals i camins. En alguns llocs encara queden pantans i llacunes. Gairebé no queda gens de la seva vegetació original, que va ser substituïda per plantes útils a l'home. Diverses llacunes van ser dessecades per dedicar-les al cultiu, però els subsòls grisos i tacats per l'acció de l'aigua testimonien el seu passat lacustre. Els dos rius més importants de l'estat travessen la vall: l'Atoyac, que hi neix, i el Zahuapan, que s'hi uneix.
És una zona fresca, verda i humida a l'estiu, les parts del qual més altes s'aclareixen, en l'època més de sequera, amb el color groguenc de les terres. Els seus llocs més baixos sempre estan humits i millor protegits contra les gelades a l'hivern. Hi abunden el fals pebrer, eucaliptus sembrats fa molts anys i prop d'on corren els canals salzes sempre verds.